# Chitimacha
Os Chitimacha ([ˈtʃɪtᵻməʃɑː] CHIT-i-mə-shah; ou[tʃɪtᵻˈmɑːʃə] chit-i--MAH-shə) são uma tribo de nativos americanos reconhecida pelo governo federal que vive no estado americano da Louisiana, principalmente em sua reserva na paróquia de St. Mary, perto de Charenton, em Bayou Teche. Eles são o único povo indígena do estado que ainda controla parte de suas terras originais, onde há muito tempo ocupam áreas da Bacia de Atchafalaya, "um dos estuários interiores mais ricos do continente". Em 2011, eles somavam cerca de 1.100 pessoas.
Historicamente, o povo falava o idioma Chitimacha, um idioma isolado. Os dois últimos falantes nativos morreram na década de 1930, mas a tribo tem trabalhado para revitalizar o idioma desde a década de 1990. Eles estão usando anotações e gravações feitas pelo linguista Morris Swadesh por volta de 1930. Também iniciaram aulas de imersão para crianças e adultos. Em 2008, fizeram uma parceria com a empresa Rosetta Stone em um esforço de dois anos para desenvolver um software de apoio ao aprendizado do idioma. Cada família da tribo recebeu uma cópia para apoiar o uso do idioma em casa. Os Chitimacha usaram a receita dos jogos de azar para promover a educação e a preservação cultural, fundando um museu tribal e um escritório de preservação histórica, além da restauração de seu idioma.
Os Chitimacha são uma das quatro tribos reconhecidas pelo governo federal no estado. O Estado da Louisiana reconhece várias outras tribos que não têm reconhecimento federal. No final do século XX, a Louisiana tinha a "terceira maior população de nativos americanos no leste dos Estados Unidos".

## História

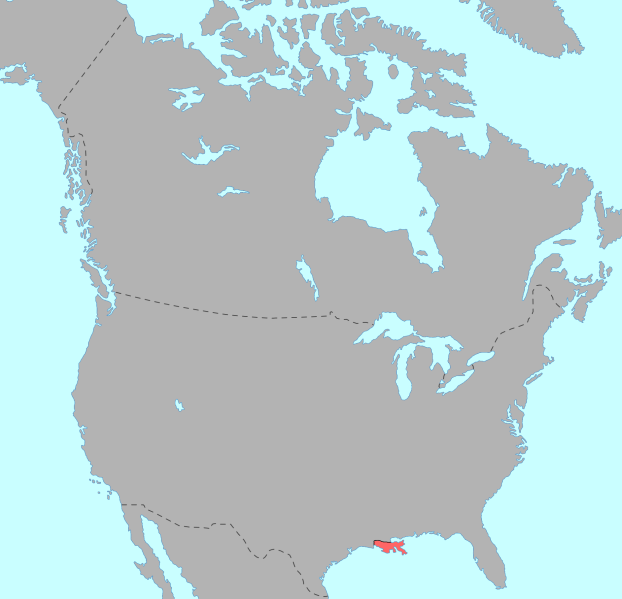
O território ancestral dos Chitimacha

Os indígenas Chitimacha e seus ancestrais habitaram a área do delta do rio Mississippi, no centro-sul da Louisiana, por milhares de anos antes do encontro com os europeus. A tradição afirma que o limite do território dos Chitimacha era marcado por quatro árvores proeminentes. Achados arqueológicos sugerem que os Chitimacha e seus ancestrais indígenas vivem na Louisiana há 6.000 anos. Antes disso, eles migraram para a área vindos do oeste do rio Mississippi. De acordo com os Chitimacha, seu nome vem do termo Pantch Pinankanc, que significa "homens totalmente vermelhos", também podendo significar "guerreiro".
Os Chitimacha foram divididos em quatro subtribos: Chawasha, Chitimacha, Washa e Yagenachito; esses termos eram o que o povo Choctaw chamava de subtribos com base no caráter de seus territórios geográficos. O nome Chawasha é um termo Choctaw que significa "lugar do guaxinim". Washa também é de origem Choctaw e significa "Lugar de caça". Yaganechito significa "Grande País".
Os Chitimacha estabeleceram suas aldeias em meio aos inúmeros pântanos, bayous e rios da Bacia de Atchafalaya, "um dos mais ricos estuários interiores do continente". Eles conheciam muito bem essa área. As condições do local lhes proporcionaram uma defesa natural contra ataques inimigos e tornaram essas aldeias quase inexpugnáveis. Como resultado, eles não as fortificaram. As aldeias eram bastante grandes, com uma média de cerca de 500 habitantes. As moradias eram construídas com os recursos disponíveis. Normalmente, as pessoas construíam paredes com uma estrutura de varas e as rebocavam com lama ou folhas de palmeira. Os telhados eram de palha.
Os Chitimacha cultivavam uma variedade de culturas e os produtos agrícolas eram a base de sua dieta. As mulheres cuidavam do cultivo e das plantações. Elas eram hábeis horticultoras, cultivando inúmeras e distintas variedades de milho, feijão e abóbora. O milho era a principal cultura, complementada por feijão, abóbora e melão. As mulheres também colhiam alimentos silvestres e nozes. Os homens caçavam veados, perus e jacarés. Eles também pescavam. O povo armazenava grãos em um celeiro de inverno elevado para complementar a caça e a pesca.
Vivendo perto das águas, os Chitimacha faziam canoas escavadas para transporte. Essas embarcações eram construídas esculpindo troncos de cipreste. A maior delas comportava até quarenta pessoas. Para obter as pedras de que precisavam para criar pontas de flechas e ferramentas, o povo trocava colheitas por pedras com as tribos do norte. Eles também desenvolveram armas como a zarabatana e o dardo feito de cana. Eles adaptaram espinhas de peixe para usá-las como pontas de flecha.
Os Chitimacha se destacavam pelo costume de achatar a testa de seus bebês do sexo masculino. Eles os amarravam para moldar seus crânios. Os homens adultos geralmente usavam seus cabelos longos e soltos. Eram hábeis praticantes da arte da tatuagem, muitas vezes cobrindo o rosto, o corpo, os braços e as pernas com desenhos tatuados. Por causa do clima quente e úmido, os homens geralmente usavam apenas um pano que cobria a cintura e as mulheres, uma saia curta.
Como muitos povos nativos americanos, os Chitimacha tinham um sistema de parentesco matrilinear, no qual a propriedade e a descendência passavam pelas linhagens femininas. Os homens herdeiros, que governaram até o início do século XX, vinham das linhagens maternas e eram aprovados pelas mulheres anciãs. Considerava-se que os filhos pertenciam à família e ao clã da mãe e recebiam seu status dela. Como outros povos nativos americanos, os Chitimacha às vezes absorviam e se apropriavam da cultura de outros povos. Além disso, como as mulheres Chitimacha se relacionavam com comerciantes europeus nas décadas de maior interação, seus filhos mestiços eram considerados como pertencentes à família da mãe e eram considerados como Chitimacha.
Os chitimachas eram divididos em um rigoroso sistema de classes de nobres e plebeus. A distinção era tão grande que as duas classes falavam dialetos diferentes. O casamento entre as classes era proibido.

### Do período colonial ao século XX

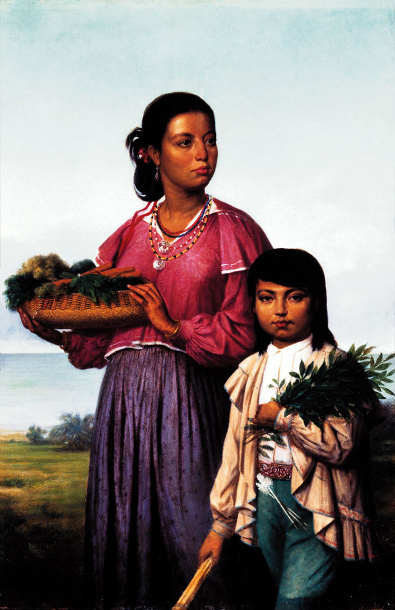
"Two Chitimacha Indians", pintura de François Bernard, 1870

Na época da chegada de Cristóvão Colombo à América, os historiadores estimam que a população combinada dos quatro grupos Chitimacha era de cerca de 20.000 pessoas. Embora os Chitimacha praticamente não tenham tido contato direto com os europeus por mais dois séculos, eles sofreram doenças infecciosas provenientes da Eurásia, contraídas de outros nativos que comercializaram com eles, como sarampo, varíola e febre tifoide. Assim como outros nativos americanos, os Chitimacha não tinham imunidade a essas novas doenças e sofreram muitas fatalidades em epidemias.
Por volta de 1700, quando os franceses começaram a colonizar o Vale do Rio Mississippi, o número de Chitimacha havia sido drasticamente reduzido. As estimativas para essa época são: os Chawasha tinham cerca de 700 pessoas, os Washa cerca de 1.400, os Chitimacha cerca de 4.000 e os Yagenichito cerca de 3.000. (Kniffen ‘’et al’’. disseram que havia 4.000 pessoas no total em 1700; talvez eles soubessem apenas sobre aqueles classificados apenas como Chitimacha).
As subtribos da confederação Chitimacha ocupavam cerca de 15 aldeias na época do encontro com exploradores e colonos franceses no início do século XVIII. Os franceses descreveram as aldeias como grupos autônomos. O Grande Chefe representava a autoridade governamental central de todas as subtribos, mas elas operavam de forma altamente descentralizada.
Entre 1706 e 1718, os Chitimacha se envolveram em uma longa guerra contra os franceses. Com seu poder de fogo superior, os franceses quase destruíram os Chitimacha do leste. Os que sobreviveram foram reassentados pelas autoridades francesas, longe do Golfo do México e mais ao norte, ao longo do rio Mississippi, na área onde vivem hoje. As doenças causaram mais mortes do que as guerras e eventualmente resultaram em uma grande desorganização social e na derrota do povo. O consumo de álcool também cobrou seu preço, pois eles eram altamente vulneráveis a ele. Em 1784, o número combinado das tribos havia caído para 180. No início do século XIX, um pequeno grupo foi absorvido pelos Houma da Louisiana.
No final do século XVIII, os britânicos deportaram os acadianos (colonos franceses de Acádia) do leste do Canadá depois de derrotar a França na Guerra dos Sete Anos e assumir seus territórios na América do Norte a leste do rio Mississippi. Alguns refugiados acadianos foram reassentados na Louisiana ao longo do rio Mississippi; seus descendentes ficaram conhecidos como Cajuns. Eles também pressionaram a população Chitimacha porque tomaram suas terras.
Por fim, alguns Chitimacha se casaram com acadianos e gradualmente se aculturaram em sua comunidade, inclusive convertendo-se ao catolicismo. Outros acolheram os europeus na sociedade Chitimacha. As crianças mestiças nascidas de mulheres Chitimacha eram consideradas pertencentes às famílias de suas mães e geralmente eram criadas dentro da cultura indígena.
Em meados do século XIX, os Chitimacha processaram os Estados Unidos para obter a confirmação do título de suas terras tribais. O governo federal emitiu um decreto estabelecendo uma área de 1.062 acres na paróquia de St. Mary como terra Chitimacha.
Entre suas artes, as mulheres Chitimacha teciam cestas altamente refinadas de cana-do-rio. Elas mantinham uma prática rigorosa de usar três cores: amarelo, vermelho e preto. Elas fabricavam cestas para venda ao longo dos séculos até os dias de hoje, como parte importante de sua economia. Uma fabricante de cestas que se destacava na técnica de trançado duplo, Ada Thomas foi homenageada como bolsista do Patrimônio Nacional pelo National Endowment for the Arts em 1983.

### Do século XX até o presente
O censo federal de 1900 registrou seis famílias Chitimacha com um total de 55 pessoas, três das quais foram classificadas como de sangue puro. Em 1910, havia 69 Chitimacha registrados; 19 de seus filhos eram alunos da Carlisle Indian School, na Pensilvânia, onde estudavam em período integral junto com outros alunos nativos americanos de diversas tribos. Os internatos indígenas eram considerados um meio de introduzir as crianças à cultura dominante dos Estados Unidos. Eles interromperam a transmissão dos idiomas nativos ao forçar as crianças a usar o inglês na escola e levá-las para longe de suas famílias por longos períodos de tempo.
A tribo estava sob pressão econômica no início do século XX e, às vezes, os membros eram forçados a vender terras porque não podiam pagar os impostos. Sarah Avery McIlhenney, uma benfeitora local cuja família era proprietária e operava a fábrica da marca Tabasco, respondeu a um pedido de ajuda das mulheres Chitimacha. Ela comprou do xerife local os últimos 260 acres de terra em uma venda em 1915 e depois os transferiu para a tribo. Eles cederam a terra ao governo federal (Departamento do Interior) para ser mantida como reserva para a tribo. McIlhenny também incentivou o reconhecimento federal dos Chitimacha como uma tribo, o que foi concedido pelo Departamento do Interior em 1917.

Localização da Reserva Indígena Chitimacha em Louisiana

Os Chitimacha foram a primeira tribo de indígenas que ainda vivia na Louisiana a obter reconhecimento federal. A maioria dos nativos americanos do sudeste havia sido removida à força para o território indígena a oeste do rio Mississippi na década de 1830. A tribo recebeu algumas anuidades e benefícios financeiros como resultado do reconhecimento formal. Mas a população continuou a diminuir e, em 1930, os Chitimacha tinham um total registrado de 51 pessoas. Entre 1904 e 1919, os membros da tribo com ascendência mista de africanos e nativos americanos foram retirados do registro da tribo Chitimacha da Louisiana e, desde então, seus descendentes não são mais membros da tribo.

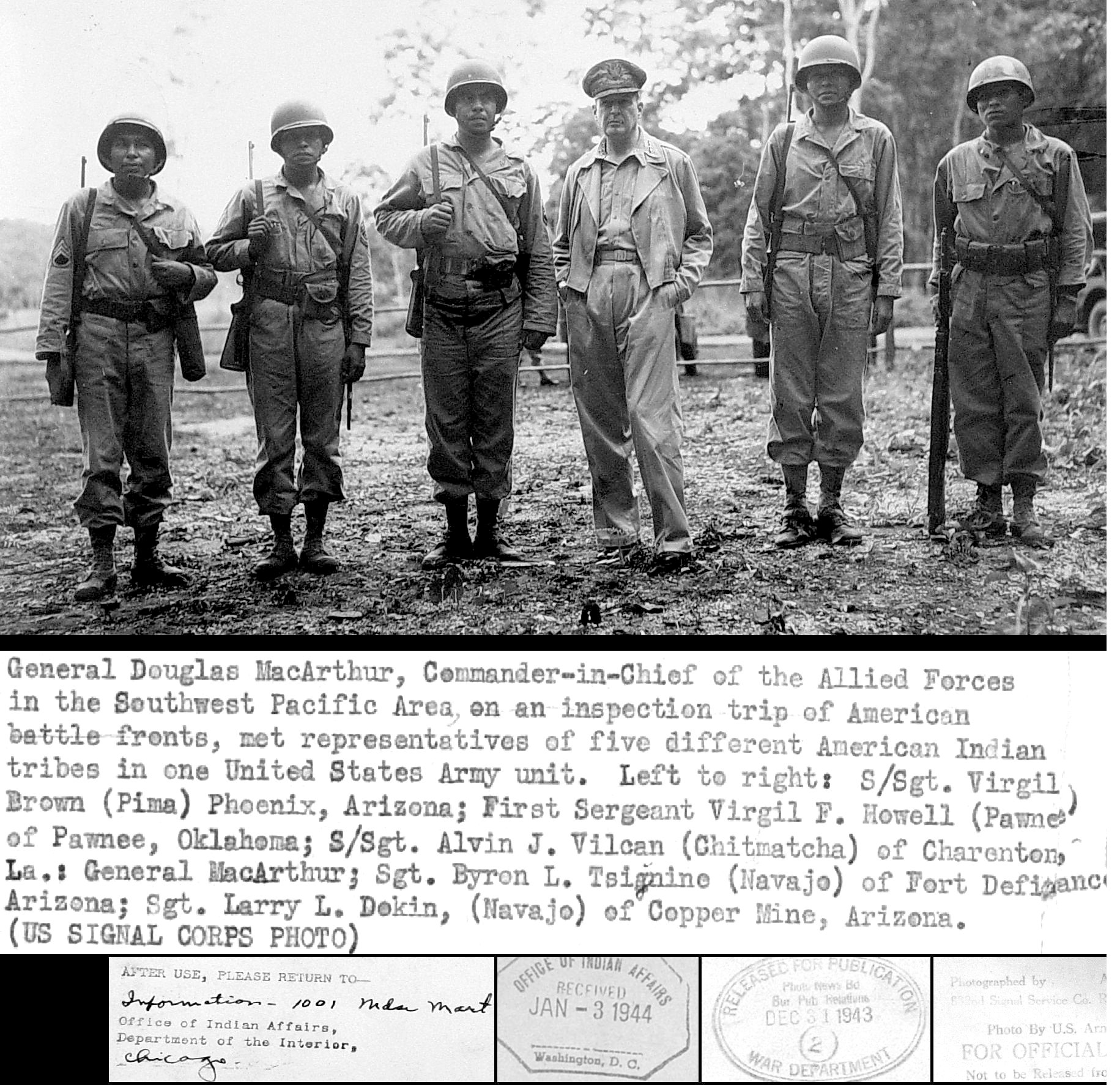
General Douglas MacArthur reunido com tropas indígenas americanas em 1943, incluindo o sargento Alvin J. Vilcan, de Charenton, Louisiana, um dos 70 Chitimacha sobreviventes na época

Desde essa baixa no início do século XX, a população aumentou à medida que o povo foi se recuperando. Os homens começaram a conseguir melhores empregos trabalhando nos campos de petróleo da Louisiana como perfuradores e capatazes. No início do século XXI, a tribo informou que tinha mais de 900 membros registrados. O censo de 2000 registrou uma população residente de 409 pessoas na Reserva Indígena Chitimacha. Dessas, 285 se identificaram como sendo apenas de ascendência indígena americana.
A reserva está localizada a 29° 53′ 02″ N, 91° 31′ 52″ O na parte norte da comunidade de Charenton, na paróquia de St. Mary, em Bayou Teche. Fica na Bacia de Atchafalaya, um rico estuário. Os Chitimacha são o único povo indígena do estado que ainda controla algumas de suas terras tradicionais. Assim como muitos povos nativos americanos, os Chitimacha assumiram a educação de suas crianças e estabeleceram a Chitimacha Tribal School na reserva; ela é patrocinada pelo Bureau of Indian Affairs.
O Conselho Tribal está envolvido em negociações contínuas com os Estados Unidos para obter indenização pelas expropriações de terras do passado. Com as receitas derivadas de seu cassino, os Chitimacha compraram mais terras para serem mantidas em confiança para sua reserva e agora controlam 1.000 acres. Eles estabeleceram um cassino, uma escola, uma fábrica de processamento de peixes e um museu tribal em sua reserva.

## Idioma
O idioma Chitimacha foi extinto depois que os dois últimos falantes nativos, Benjamin Paul e Delphine Ducloux, morreram na década de 1930. Mas o jovem linguista Morris Swadesh havia trabalhado com Paul e Ducloux desde 1930 para registrar seu idioma e suas histórias. Ele fez muitas anotações em um esforço para salvar o idioma e seus relatos tradicionais. A maioria dos Chitimacha contemporâneos fala francês cajun e inglês.
Com as receitas do cassino, a tribo estabeleceu atividades de revitalização cultural: um escritório tribal de preservação histórica, aulas de imersão no idioma, um museu tribal e um projeto para promover o crescimento da cana-do-rio nas terras da tribo para apoiar a tecelagem de cestas tradicionais. No início da década de 1990, a tribo foi contatada pela Biblioteca da American Philosophical Society, que possuía os documentos de Swadesh e que havia encontrado extensas anotações sobre o idioma Chitimacha, incluindo um rascunho de manual de gramática e um dicionário. Uma pequena equipe foi recrutada para tentar aprender o idioma rapidamente e começar a preparar materiais para transmiti-lo, como um livro de histórias. Foram iniciadas aulas de imersão no idioma na escola para crianças.
Em 2008, a tribo fez uma parceria com a empresa Rosetta Stone para desenvolver um software para documentar o idioma e fornecer materiais didáticos. Cada família da tribo recebeu uma cópia do software, para apoiar as famílias no aprendizado do idioma e incentivar as crianças a falarem o idioma em casa. O projeto colaborativo também está produzindo um dicionário completo e uma gramática de referência para o idioma.

## Governo
Os Chitimacha restabeleceram seu governo de acordo com a Lei de Reorganização Indígena de 1934, considerada o New Deal do presidente Franklin D. Roosevelt para os nativos americanos. Na década de 1950, o povo Chitimacha resistiu com sucesso aos esforços da polícia federal da época para acabar com a tribo, uma medida que teria encerrado seu relacionamento com o governo federal.
Em 1971, eles adotaram uma nova constituição escrita. Eles têm um governo representativo eleito, com mandatos de dois anos para os cinco membros do Conselho Tribal. Três são eleitos em distritos de um único membro e dois membros são eleitos de forma geral.

### Afiliação
Como todas as tribos reconhecidas pelo governo federal, os Chitimacha, por meio da aprovação de sua constituição, estabeleceram suas próprias regras de filiação tribal. De acordo com a constituição, eles exigem que os membros tenham descendência sanguínea e sejam capazes de documentar a descendência direta de um membro listado em uma das duas listas oficiais:
- Folha de Pagamento de Anuidade de 1926, registrado pelo Gabinete de Assuntos Indígenas, ou

- Lista de Recenseamento Revisada de junho de 1959, registrada na Choctaw Indian Agency, Philadelphia, Mississippi.

Além disso, um membro em potencial deve ser capaz de documentar que tem pelo menos um décimo sexto (1/16) grau de ancestralidade indígena Chitimacha (equivalente a um tataravô). Filhos de um décimo sexto (1/16) grau ou mais de sangue indígena Chitimacha nascidos de qualquer membro registrado desde 1971 (quando a tribo adotou sua Constituição) têm direito à associação.

## Representação em outras mídias
- Native Waters: A Chitimacha Recollection (2011) é um documentário dirigido e produzido por Laudun para a Louisiana Public Broadcasting. Ganhou um Prêmio Telly em 2012.[3]

## Pessoas notáveis da tribo Chitimacha
- Christine Navarro Paul (1874-1946), fabricante de cestas

- Ada Thomas (1924-1992), fabricante de cestas